# Kluisberg (Hageland)
De Kluisberg is een getuigenheuvel van 88 m hoog die zich bevindt in Reinrode, een gehucht van Loksbergen, een deelgemeente van Halen. Het heeft zijn naam te danken aan een voormalig kluis, de Kluis van Reinrode.
De heuvel bestaat grotendeels uit afzettingen van ijzerzandsteen en is bekend van zijn holle wegen. De diepste weg De Fransman is 12 meter diep. De holle wegen zijn beschermd als natuurgebied.
Op de Kluisberg wordt aan wijnbouw gedaan.
Voor de Tweede Wereldoorlog zond Radio Loksbergen uit vanop de Kluisberg.